# Arthur Griffiths (cầu thủ bóng đá, sinh năm 1885)
Arthur Edwin Griffiths (1885 – 1944) là một cầu thủ bóng đá người Anh thi đấu ở Football League cho Oldham Athletic và Stoke.

## Sự nghiệp
Griffiths sinh ra ở Stoke-upon-Trent và gia nhập Stoke từ Hartshill năm 1904. Ông có màn ra mắt cho Stoke lúc 20 tuổi và ghi bàn thắng đầu tiên vào lưới Everton ngày 3 tháng 4 năm 1906. Khi Stoke rơi khỏi Football League cuối mùa giải 1907–08 vì vấn đề tài chính nghiêm trọng, Griffiths rời đi và ký hợp đồng với đội bóng ở Second Division Oldham Athletic. Sau khi ghi chỉ 4 bàn cho "Latics" mùa giải 1908–09 ông trở lại Stoke và ông có một mùa giải 1909–10 xuất sắc khi ghi được 38 bàn trên mọi đấu trường. Tuy nhiên ông không thể duy trì được vị thế dẫn đầu số bàn thắng khi trong hai mùa giải tiếp theo ông ghi được 13 bàn. Ông rời câu lạc bộ năm 1913 để thi đấu cho đội bóng Wales Wrexham.

## Thống kê sự nghiệp
| Câu lạc bộ      | Mùa giải       | Giải vô địch                                                | Giải vô địch | Giải vô địch | Cúp FA | Cúp FA | Tổng | Tổng |
| Câu lạc bộ      | Mùa giải       | Hạng đấu                                                    | Trận         | Bàn          | Trận   | Bàn    | Trận | Bàn  |
| --------------- | -------------- | ----------------------------------------------------------- | ------------ | ------------ | ------ | ------ | ---- | ---- |
| Stoke           | 1905–06        | First Division                                              | 5            | 1            | 0      | 0      | 5    | 1    |
| Stoke           | 1906–07        | First Division                                              | 4            | 0            | 0      | 0      | 4    | 0    |
| Stoke           | 1907–08        | Second Division                                             | 4            | 0            | 1      | 0      | 5    | 0    |
| Oldham Athletic | 1908–09        | Second Division                                             | 25           | 4            | 1      | 0      | 26   | 4    |
| Stoke           | 1909–10        | Birmingham & District League / Southern League Division Two | 42           | 36           | 6      | 1      | 48   | 37   |
| Stoke           | 1910–11        | Birmingham & District League / Southern League Division Two | 44           | 10           | 3      | 1      | 47   | 11   |
| Stoke           | 1911–12        | Southern League Division One                                | 11           | 2            | 1      | 0      | 12   | 2    |
| Tổng sự nghiệp  | Tổng sự nghiệp | Tổng sự nghiệp                                              | 135          | 53           | 12     | 2      | 147  | 55   |